# Мазер, Джей
Джей Мазер (англ. Jay Mather, 22 апреля 1946 года) — новостной и ландшафтный фотограф, бо́льшую часть своей карьеры проработавший для Courier-Journal. По заданию редакции в 1979 году он вместе с корреспондентом Джоэлом Бринкли освещал миграцию камбоджийских беженцев, за что год спустя был отмечен Пулитцеровской премией за международный репортаж.

## Биография
Интерес к фотографии Джей Мазер проявил в 1969—1970 годах во время волонтёрской миссии при Корпусе мира в Малайзии. В 1972 году он устроился штатным фотографом городской газеты в Колорадо, а семь лет спустя получил аналогичную должность в газете Courier-Journal в Луисвилле. В 1979 году вместе с зарубежным корреспондентом Джоэлом Бринкли фотограф отправился к таиландско-камбоджийской границе, чтобы запечатлеть беженцев,спасавшихся от режима «красных кхмеров». В 1980 году их серия из пяти статей была удостоена Пулитцеровской премии за международный репортаж. В дальнейшем фотограф продолжал освещать новостную повестку для Courier-Journal в Кентукки и Колорадо. Так, он запечатлел визиты Матери Терезы и Папы Римского Иоанна Павла II, организовал фоторепортажи о президенте Билле Клинтоне и «миссионерках любви». В 1982 году Джей Мазер стал лауреатом Премии Роберта Кеннеди за фотоэссе о малоимущих.
В 1986 году фотограф присоединился к штату Sacramento Bee. Два года спустя он переехал в Калифорнию и сосредоточился на ландшафтной фотографии, проводил выставки и участвовал в съёмках для благотворительных организаций. Например, он снимал для инициатив Национального парка Йосемити, для проекта в поддержку Закона об охране пустынь в Калифорнии, запечатлел изменения горного хребта Сьерра и климатические изменения в бассейне реки Колорадо. В 1990 году была издана книга «Йосемити — пейзаж жизни» с работами фотографа, благодаря которой он вышел в финал Пулитцеровской премии за художественную фотографию годом позднее.
В 2009 году к тридцатилетней годовщине геноцида в Камбодже журналист Джоэл Бринкли начал работу над книгой «Проклятие Камбоджи: современная история проблемной страны». В издание вошли фотографии Мазера, сделанные им во время повторной командировки в регион и запечатлевшие его развитие. Кроме того, работы фоторепортёра из Камбоджи выставляли в Луисвилльском университете и Портлендском музее.